# Laurent Béraud
Pour les articles homonymes, voir Béraud.
Laurent Béraud, né le 5 mars 1702 à Lyon et mort le 26 juin 1777 dans cette même ville, est un jésuite et astronome français, premier directeur de l'observatoire du collège de la Trinité où il a notamment pour élève Joseph Lalande. Il est correspondant à l'Académie des sciences de Nicolas-Louis de Lacaille à partir de 1751 puis de Lalande à partir de 1762.

## Biographie
Né à Lyon dans la paroisse de Sainte-Croix le 5 mars 1702, le jeune Laurent Béraud fait ses études au pensionnat des jésuites d'Aix-en-Provence. Il entre au noviciat des jésuites à Avignon en septembre 1717. Il enseigne les belles lettres à Vienne, la rhétorique à Avignon puis, à partir de 1733, les sciences et la philosophie à Aix.
Envoyé à Lyon en 1740, il est nommé professeur de mathématiques au collège de la Trinité, et devient le premier directeur de son observatoire fondé en 1702. Il y forma Joseph Jérôme Lefrançois de Lalande, Jean-Étienne Montucla et Charles Bossut qui se passionnent grâce à lui à l'astronomie. Il est nommé par l'Académie des sciences de Paris correspondant de Nicolas-Louis de Lacaille le 13 février 1751, et de Lalande le 12 juin 1762. Il est par ailleurs reçu dès 1740 à l'Académie des sciences, belles-lettres et arts de Lyon et membre de l'Académie de Villefranche et du Beaujolais.
En 1764, le bannissement de la Compagnie de Jésus l'oblige à s'expatrier à Avignon, et à démissionner de l'Académie de Lyon. En 1768, il revient à Lyon où il mène une vie retirée et meurt le 26 juin 1777. Il est enterré en la paroisse de Saint-Nizier.

## Publications
Il a donné notamment :
- Dissertation sur la cause de l'augmentation de poids que certaines matières acquièrent dans la calcination, La Haye, Neaulme, 1748
- Dissertation sur le rapport qui se trouve entre la cause des effets de l'aimant et celle des phénomènes de l'électricité, Bordeaux, Pierre Brun, 1748
- Physique des corps animés, Paris, 1755